# 李景春 (萬曆進士)
李景春（16世紀—1600年），字飛伯，號太谷，直隶应天府上元縣民籍江西豐城縣人，明朝政治人物。

## 生平
六月十四日生，治易经。萬曆十三年（1585年）乙酉科鄉試第三名舉人，二十三年（1595年）乙未科會試第九十三名，廷試三甲第二十一名進士，都察院觀政，本年六月授福建汀州府推官，二十八年卒。

## 家族
曾祖李復。祖李衍。父李榮，太医院医官。前母张氏，母梁氏。永感下。兄景韶、景熙、景暘。娶劉氏，继娶黄氏。子瞻辰、拱辰。